# Neuenmarkt
Neuenmarkt település Németországban, azon belül Bajorországban. Lakosainak száma 2971 fő (2023. december 31.).

## Népesség
A település népessége az elmúlt években az alábbi módon változott:
| Lakosok száma | 2693 | 2796 | 3034 | 3018 | 3040 | 3016 | 2969 | 2946 | 2947 | 2971 |
|               | 1970 | 1975 | 2011 | 2012 | 2014 | 2015 | 2017 | 2019 | 2022 | 2023 |